# Galas (альбом)
Galas — другий студійний альбом української реп та хіп-хоп виконавиці alyona alyona реліз якого відбувся у 2021 році.
Альбом-колаборація, в записі якого взяли участь виконавці із багатьох країн світу. Разом з українською мовою в треках можна почути також і німецьку, англійську, іспанську, польську, казахську та російську мови.

## Список композицій
| #   | Назва                                                                                | Тривалість |
| --- | ------------------------------------------------------------------------------------ | ---------- |
| 1.  | «Назавжди ваша»                                                                      |            |
| 2.  | «Shalom» (за участю Olexesh)                                                         |            |
| 3.  | «Galas» (за участю Dax)                                                              |            |
| 4.  | «Pappi Pappi» (за участю Yoss Bones)                                                 |            |
| 5.  | «Тихо діти сплять (Tyho Dity Splyat)»                                                |            |
| 6.  | «Calling» (за участю Sexton)                                                         |            |
| 7.  | «Читаю реп»                                                                          |            |
| 8.  | «Perly» (за участю Ecko)                                                             |            |
| 9.  | «Заплутались» (за участю Krutь)                                                      |            |
| 10. | «Bro» (за участю Noga Erez)                                                          |            |
| 11. | «Dym» (за участю Zabson)                                                             |            |
| 12. | «Глибина» (за участю Monatik)                                                        |            |
| 13. | «Rayon» (за участю FatBelly)                                                         |            |
| 14. | «Стержень (Own Core)» (за участю KALUSH, OTOY, Білий Бо, Шершень, DYKTOR, Дядя Вова) |            |
| 15. | «Колискова»                                                                          |            |